# Suisse au Concours Eurovision de la chanson 1975
La Suisse a participé au Concours Eurovision de la chanson 1975 à Stockholm, en Suède. C'est la 20e participation suisse au Concours Eurovision de la chanson.
Le pays est représenté par Simone Drexel et la chanson Mikado, également écrite et composée par Simone Drexel, sélectionnées lors d'une finale nationale organisée par la Télévision suisse romande (TSR).

## Sélection

### Finale suisse 1975
La Télévision suisse romande organise une finale nationale pour sélectionner l'artiste et la chanson qui représenteront la Suisse au Concours Eurovision de la chanson 1975,.
La finale nationale a eu lieu le 21 février 1975 aux studios de télévision de la TSR à Genève. Le groupe Peter, Sue & Marc participant à cette finale représente la Suisse au concours de l'Eurovision suivant de 1976.
Les différentes chansons sont interprétées en allemand, français et italien, langues officielles de la Suisse. La chanson obtenant le moins de points remporte la sélection nationale, les jurys donnant un classement de chansons et non des points.

#### Finale
| Ordre | Artiste           | Chanson          | Traduction  | Langue   | Points | Place |
| ----- | ----------------- | ---------------- | ----------- | -------- | ------ | ----- |
| 1     | Peter, Sue & Marc | Lève-toi soleil  | -           | Français | 13     | 2     |
| 2     | I Nuovi Angeli    | Liverpool        | -           | Italien  | 23     | 5     |
| 3     | Henri             | Évasion          | -           | Français | 28     | 7     |
| 4     | Simone Drexel     | Mikado           | -           | Allemand | 7      | 1     |
| 5     | Pierre Alain      | Nimm den Zug     | -           | Allemand | 24     | 6     |
| 6     | Marisa Frigerio   | Ricominciare     | Recommencer | Italien  | 19     | 4     |
| 7     | Gérald Matthey    | Chante avec nous | -           | Français | 16     | 3     |

## À l'Eurovision

### Points attribués par la Suisse
| 12 points | Finlande    |
| 10 points | Italie      |
| 8 points  | Royaume-Uni |
| 7 points  | Irlande     |
| 6 points  | Pays-Bas    |
| 5 points  | Espagne     |
| 4 points  | Malte       |
| 3 points  | France      |
| 2 points  | Israël      |
| 1 point   | Suède       |

### Points attribués à la Suisse
| 12 points              | 10 points  | 8 points   | 7 points                          | 6 points            |
| ---------------------- | ---------- | ---------- | --------------------------------- | ------------------- |
| - Italie               | - France   | - Belgique | - Pays-Bas - Turquie              | - Allemagne - Malte |
| 5 points               | 4 points   | 3 points   | 2 points                          | 1 point             |
| - Monaco - Royaume-Uni | - Finlande |            | - Irlande - Luxembourg - Portugal | - Norvège           |

Simone Drexel interprète Mikado en 7e position, après la Norvège et avant la Yougoslavie. Au terme du vote final, la Suisse termine 6e sur 19 pays avec 77 points.